# Euforia (serial)
Euforia este un serial american de televiziune pentru adolescenți, creat și scris de Sam Levinson pentru HBO . Se bazează în mod liber pe miniseria de televiziune israeliană cu același nume creată de Ron Leshem și Daphna Levin. Serialul urmărește un grup de elevi de liceu prin experiențele lor de identitate, traumă, droguri, prietenii, dragoste și sex. O are în rol principal pe actrița Zendaya, care servește și ca naratoare a serialului, alături de o distribuție formată din Maude Apatow, Angus Cloud, Eric Dane, Alexa Demie, Jacob Elordi, Barbie Ferreira, Nika King, Storm Reid, Hunter Schafer, Algee Smith, Sydney Sweeney, Colman Domingo, Javon „Wanna” Walton, Austin Abrams și Dominic Fike.
Serialul a avut premiera pe 16 iunie 2019. În iulie 2019, serialul a fost reînnoit pentru un al doilea sezon, precedat de două episoade speciale difuzate în decembrie 2020 și ianuarie 2021. Al doilea sezon a avut premiera pe 9 ianuarie 2022. În februarie 2022, serialul a fost reînnoit pentru un al treilea sezon.
Încă de la debutul său, Euforia a primit recenzii pozitive, cu laude pentru cinematografie, poveste, interpretări ale distribuției (în special Zendaya și Schafer) și abordarea subiectului său matur, deși a fost considerat controversat pentru nuditatea și conținutul sexual al său, pe care unii critici l-au considerat excesiv. Serialul a primit nominalizări pentru premiul British Academy Television pentru cel mai bun program internațional și premiul TCA pentru realizare remarcabilă în dramă. Datorită performanțelor sale, Zendaya a câștigat un premiu Primetime Emmy și un premiu Satellite pentru cea mai bună actriță într-un serial de tip dramă.

## Producție

### Dezvoltare

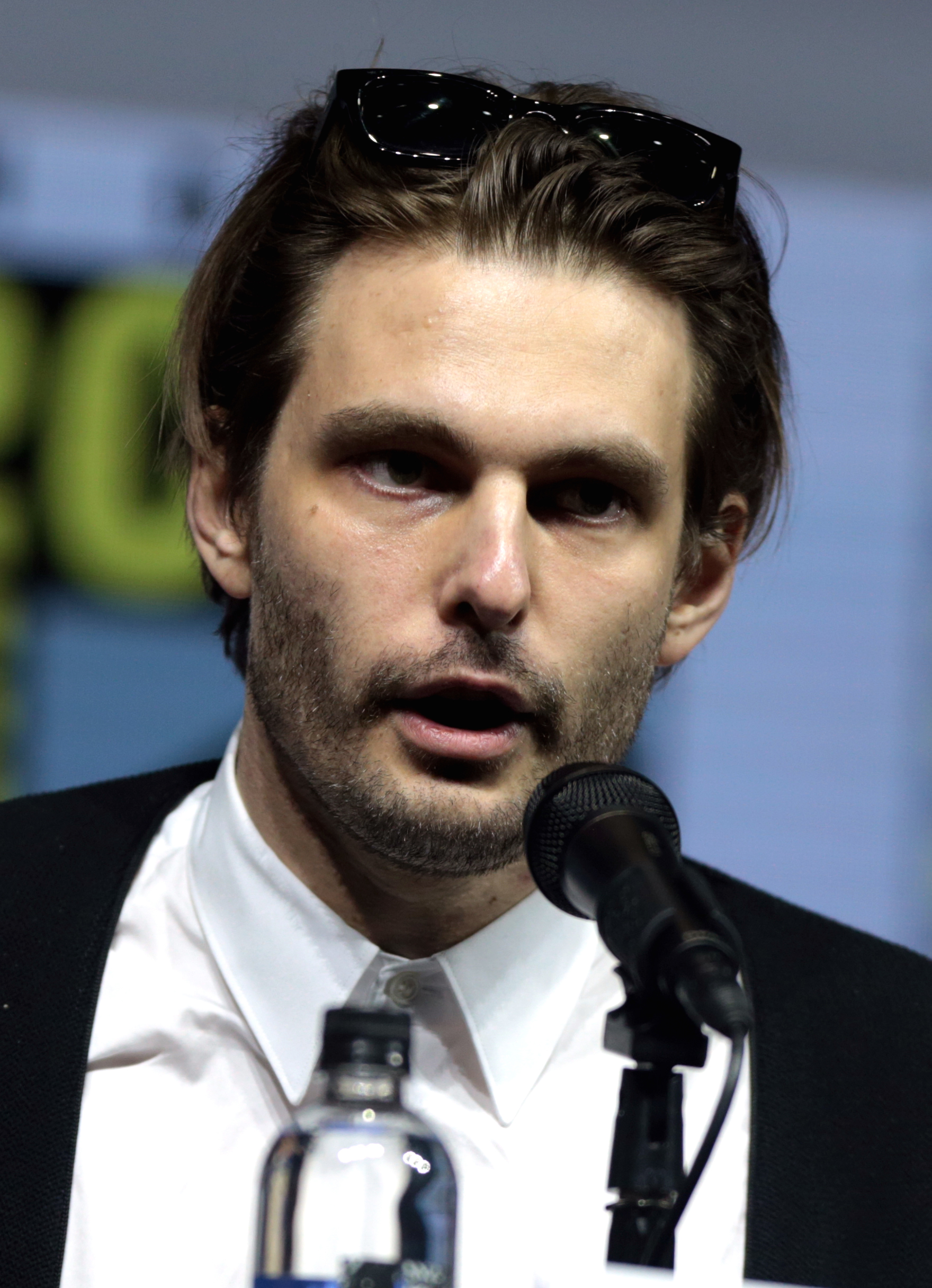
Producătorul serialului, Sam Levinson, în 2018.

La 1 iunie 2017, a fost anunțat că HBO dezvoltă o adaptare a serialului israelian Euphoria din 2012, creat de Ron Leshem, Daphna Levin și Tmira Yardeni. Era de așteptat să fie scris de Sam Levinson, care urma să fie și producătorul executiv. În 2019, Levinson a declarat că directoarei HBO Francesca Orsi i-a plăcut portretul „brut și onest” al consumului de droguri și a altor probleme ale adolescenților din serialul israelian. Levinson a bazat serialul pe propriile sale experiențe de adolescent, inclusiv pe luptele sale cu anxietatea, depresia și dependența de droguri.
Zendaya a spus că sezonul 2 va conține o dezvoltare puternică a personajelor. De asemenea, a menționat mai târziu că noul sezon „nu va fi ușor de vizionat”.

### Muzică
Partitura ' Euphoria este a cântărețului, compozitorului și producătorului de discuri englez Labrinth . Într-un interviu pentru Rolling Stone, el a spus: „Când te uiți înapoi la zilele tale de adolescență, te simți semi-magic, dar semi-nebun și semi-psihotic. Am vrut să mă asigur că muzica se simte ca acele lucruri.”  Cântecul „ All for Us ”, interpretat de Labrinth și Zendaya, este sugerat de-a lungul sezonului 1, înainte de a fi interpretat ca număr muzical mare la sfârșitul finalului sezonului. În sezonul 2, episodul 4, Labrinth își face prima apariție pe ecran în serial, alături de Zendaya, pentru a cânta melodia sa „I’m Tired”.